# Philonotis sikkimensis
Philonotis sikkimensis är en bladmossart som beskrevs av T. Koponen 1998. Philonotis sikkimensis ingår i släktet källmossor, och familjen Bartramiaceae. Inga underarter finns listade i Catalogue of Life.